# 藤本秀二
藤本 秀二（ふじもと しゅうじ、1901年11月21日 - 1990年1月31日）は、日本の経営者。同和火災海上保険社長を務めた。兵庫県出身。位階は従五位。

## 経歴
1925年に神戸高等商業学校を卒業し、同年に神戸海上火災保険に入社。1945年に同和火災海上保険に転じ、1947年に取締役に就任し、1949年に常務を経て、1962年6月には社長に就任し、1968年6月までに務めた。
1966年9月に藍綬褒章を受章し、1972年5月に勲四等瑞宝章を受章。
1990年1月31日呼吸不全のために死去。88歳没。死没日付をもって従五位に叙された。